# Ziaur Rahman
Pour les articles homonymes, voir Ziaur Rahman (homonymie) et Rahman (homonymie).
Ne doit pas être confondu avec Zillur Rahman.
Ziaur Rahman, né le 19 janvier 1936 à Bogra et mort assassiné le 30 mai 1981 à Chittagong, est un militaire et homme d'État bangladais, président du Bangladesh entre 1977 et 1981 pour le Parti nationaliste.

## Biographie
Il prend part à la guerre d'indépendance face au Pakistan en 1971. Il est élu président du Bangladesh en 1977. Il est assassiné le 30 mai 1981 par des officiers de l'armée,.
Sa veuve, Khaleda Zia, est Premier ministre du Bangladesh de 1991 à 1996 et de 2001 à 2006.